# 専修院 (豊島区)
専修院（せんしゅういん）は、東京都豊島区にある浄土宗の寺院。

## 歴史
1597年（慶長2年）または1617年（元和3年）、業誉弁教によって開山された。元々は浅草新寺町（現・台東区松が谷）に位置していたが、1908年（明治41年）に現在地に移転した。
墓地には、浄瑠璃富本節の歴代富本豊前太夫や富士講開祖の角行、法学者穂積八束の墓がある。

## 交通アクセス
- 巣鴨駅より徒歩9分。